# ديفيد غوثري
ديفيد غوثري هو سياسي نيوزيلندي، ولد في 1856، وتوفي في 31 مارس 1927. انتخب عضو مجلس النواب النيوزيلندي ‏.